# Никола Беловеждов
Никола Илиев Беловеждов е български националреволюционер, участник в Априлското въстание (1876), учител, читалищен деец и общественик.

## Биография
Никола Беловеждов е роден на 25 октомври 1856 г. в град Копривщица. Завършва Пловдивското класно училище и едва седемнадесет годишен става учител в родния си град. Сдружава се с Тодор Каблешков, Найден Попстоянов и други копривщенски бунтовници. Полага клетва като съзаклятник в Копривщенския частен революционен комитет.

### Участие в Априлското въстание
На 20 април 1876 г., при избухване на Априлското въстание, Никола Беловеждов облича въстаническите дрехи и застава начело на чета от около 80 души. След завземането на турския конак е избран за секретар на Военния революционен съвет и става един от първите помощници на Тодор Каблешков и Панайот Волов. Заловен от турците, той е осъден на смърт и заточен на остров Родос, където дочаква Освобождението.

### Народен учител
След завръщането в отечеството си, Никола Беловеждов се отдава изцяло на просветното дело. Първоначално е учител в единственото тогава училище в София в двора на черквата „Света Неделя“, а по-късно в Драз махала организира създаването на училище „Свети Свети Кирил и Методий“, където продължава да учи децата. До 2013 г. това училище съществува под името 13 основно училище „Св. св. Кирил и Методий“.
По-преподава методика в Софийската девическа гимназия и български език в Класическата гимназия. Издава читанка, публикува методически упътвания и лекции в „Учителски Вестник“. По-късно Никола Беловеждов издава месечното илюстровано детско списание „Звездица“, на което е редактор 20 години. „Звездица“ възпитава българските деца, приучава ги на добродетелност и любов към труда. Списанието е едно от най-добре списваните за времето си детски издания в България. Чрез него името на Никола Беловеждов става популярно сред деца и родители, на цялата наша общественост. Освен „Звездица“, издава и „Малка детска библиотека“ и е един от редакторите на „Младежка библиотека“, издавана в началото на века.

### Обществен деец
Никола Беловеждов е един от основателите на Учителската взаимоспомагателна каса и неин председател от 1911 до 1924 година. Участва и в читалищната дейност, дълги години е секретар на читалище „Славянска беседа“ в София.
На Априлската епопея посвещава книгата си „Първата пушка за Априлското въстание“, която издава през 1901 г., а през 1918 г. щабът на действащата армия я издава в поредицата „Походна войнишка библиотека“. През 1994 г. е отпечатано трето издание на книгата, през 2011 г. – четвърто.
Умира на 4 ноември 1930 г. Никола Беловеждов заема достойно място сред бележитите дейци на Априлското въстание, сред българските народни будители, учители и просветители.

## Памет
Беловеждов е патрон на 108 Средно училище в София. В негова чест е именувана улица в Копривщица и в столичния квартал Люлин (Карта).